# Bothriocline
Bothriocline là một chi thực vật có hoa trong họ Cúc (Asteraceae).

## Loài
Chi Bothriocline gồm các loài: